# Giải SAG cho dàn diễn viên điện ảnh xuất sắc nhất
Giải SAG cho dàn diễn viên điện ảnh xuất sắc nhất (tiếng Anh: Screen Actors Guild Award for Outstanding Performance by a Cast in a Motion Picture) là một giải thưởng do Nghiệp đoàn Diễn viên Màn ảnh trao tặng nhằm tôn vinh những thành tựu diễn xuất nổi bật trong điện ảnh.

## Nội dung thắng giải
Huyền thoại:
  chỉ phim giành chiến thắng
- † chỉ phim giành chiến thắng Giải Oscar cho phim hay nhất.
- ‡ chỉ phim giành một đề cử Giải Oscar cho phim hay nhất.

### Thập niên 2010
| Năm       | Phim                                              | Dàn diễn viên |
| --------- | ------------------------------------------------- | --- |
| 2010 (17) | The King's Speech †                               | Anthony Andrews, Helena Bonham Carter, Jennifer Ehle, Colin Firth, Michael Gambon, Derek Jacobi, Guy Pearce, Geoffrey Rush, Timothy Spall |
| 2010 (17) | Black Swan ‡                                      | Vincent Cassel, Barbara Hershey, Mila Kunis, Natalie Portman, Winona Ryder |
| 2010 (17) | The Fighter ‡                                     | Amy Adams, Christian Bale, Melissa Leo, Jack McGee, Mark Wahlberg |
| 2010 (17) | The Kids Are All Right ‡                          | Annette Bening, Josh Hutcherson, Julianne Moore, Mark Ruffalo, Mia Wasikowska |
| 2010 (17) | The Social Network ‡                              | Jesse Eisenberg, Andrew Garfield, Armie Hammer, Max Minghella, Josh Pence, Justin Timberlake |
| 2011 (18) | The Help ‡                                        | Jessica Chastain, Viola Davis, Bryce Dallas Howard, Allison Janney, Chris Lowell, Ahna O'Reilly, Sissy Spacek, Octavia Spencer, Mary Steenburgen, Emma Stone, Cicely Tyson, Mike Vogel                                                                     |
| 2011 (18) | The Artist †                                      | Bérénice Bejo, James Cromwell, Jean Dujardin, John Goodman, Penelope Ann Miller |
| 2011 (18) | Bridesmaids                                       | Rose Byrne, Jill Clayburgh, Ellie Kemper, Matt Lucas, Melissa McCarthy, Wendi McLendon-Covey, Chris O'Dowd, Maya Rudolph, Kristen Wiig |
| 2011 (18) | The Descendants ‡                                 | Beau Bridges, George Clooney, Robert Forster, Judy Greer, Matthew Lillard, Shailene Woodley |
| 2011 (18) | Midnight in Paris ‡                               | Kathy Bates, Adrien Brody, Carla Bruni, Marion Cotillard, Rachel McAdams, Michael Sheen, Owen Wilson |
| 2012 (19) | Argo †                                            | Ben Affleck, Alan Arkin, Kerry Bishé, Kyle Chandler, Rory Cochrane, Bryan Cranston, Christopher Denham, Tate Donovan, Clea DuVall, Victor Garber, John Goodman, Scoot McNairy, Chris Messina                                                               |
| 2012 (19) | The Best Exotic Marigold Hotel                    | Judi Dench, Celia Imrie, Bill Nighy, Dev Patel, Ronald Pickup, Maggie Smith, Tom Wilkinson, Penelope Wilton |
| 2012 (19) | Les Misérables ‡                                  | Isabelle Allen, Samantha Barks, Sacha Baron Cohen, Helena Bonham Carter, Russell Crowe, Anne Hathaway, Daniel Huttlestone, Hugh Jackman, Eddie Redmayne, Amanda Seyfried, Aaron Tveit, Colm Wilkinson                                                      |
| 2012 (19) | Lincoln ‡                                         | Daniel Day-Lewis, Sally Field, Joseph Gordon-Levitt, Hal Holbrook, Tommy Lee Jones, James Spader, David Strathairn |
| 2012 (19) | Silver Linings Playbook ‡                         | Bradley Cooper, Robert De Niro, Anupam Kher, Jennifer Lawrence, Chris Tucker, Jacki Weaver |
| 2013 (20) | American Hustle ‡                                 | Amy Adams, Christian Bale, Louis C.K., Bradley Cooper, Jack Huston, Jennifer Lawrence, Alessandro Nivola, Michael Peña, Jeremy Renner, Elisabeth Röhm, Shea Whigham                                                                                        |
| 2013 (20) | 12 Years a Slave †                                | Benedict Cumberbatch, Paul Dano, Garret Dillahunt, Chiwetel Ejiofor, Michael Fassbender, Paul Giamatti, Scoot McNairy, Lupita Nyong'o, Adepero Oduye, Sarah Paulson, Brad Pitt, Michael Kenneth Williams, Alfre Woodard                                    |
| 2013 (20) | August: Osage County                              | Abigail Breslin, Chris Cooper, Benedict Cumberbatch, Juliette Lewis, Margo Martindale, Ewan McGregor, Dermot Mulroney, Julianne Nicholson, Julia Roberts, Sam Shepard, Meryl Streep, Misty Upham                                                           |
| 2013 (20) | The Butler                                        | Mariah Carey, John Cusack, Jane Fonda, Cuba Gooding Jr., Terrence Howard, Lenny Kravitz, James Marsden, David Oyelowo, Alex Pettyfer, Vanessa Redgrave, Alan Rickman, Liev Schreiber, Forest Whitaker, Robin Williams, Oprah Winfrey                       |
| 2013 (20) | Dallas Buyers Club ‡                              | Jennifer Garner, Jared Leto, Matthew McConaughey, Denis O'Hare, Dallas Roberts, Steve Zahn |
| 2014 (21) | Birdman or (The Unexpected Virtue of Ignorance) † | Zach Galifianakis, Michael Keaton, Edward Norton, Andrea Riseborough, Amy Ryan, Emma Stone, Naomi Watts |
| 2014 (21) | Boyhood ‡                                         | Patricia Arquette, Ellar Coltrane, Ethan Hawke, Lorelei Linklater |
| 2014 (21) | The Grand Budapest Hotel ‡                        | F. Murray Abraham, Mathieu Amalric, Adrien Brody, Willem Dafoe, Ralph Fiennes, Jeff Goldblum, Harvey Keitel, Jude Law, Bill Murray, Edward Norton, Tony Revolori, Saoirse Ronan, Jason Schwartzman, Léa Seydoux, Tilda Swinton, Tom Wilkinson, Owen Wilson |
| 2014 (21) | The Imitation Game ‡                              | Matthew Beard, Benedict Cumberbatch, Charles Dance, Matthew Goode, Rory Kinnear, Keira Knightley, Allen Leech, Mark Strong |
| 2014 (21) | The Theory of Everything ‡                        | Charlie Cox, Felicity Jones, Simon McBurney, Eddie Redmayne, David Thewlis, Emily Watson |
| 2015 (22) | Spotlight †                                       | Billy Crudup, Brian d'Arcy James, Michael Keaton, Rachel McAdams, Mark Ruffalo, Liev Schreiber, John Slattery, Stanley Tucci |
| 2015 (22) | Beasts of No Nation                               | Abraham Attah, Kurt Egyiawan, Idris Elba |
| 2015 (22) | The Big Short ‡                                   | Christian Bale, Steve Carell, Ryan Gosling, Melissa Leo, Hamish Linklater, John Magaro, Brad Pitt, Rafe Spall, Jeremy Strong, Marisa Tomei, Finn Wittrock                                                                                                  |
| 2015 (22) | Straight Outta Compton                            | Neil Brown Jr., Paul Giamatti, Corey Hawkins, Aldis Hodge, O'Shea Jackson Jr., Jason Mitchell |
| 2015 (22) | Trumbo                                            | Adewale Akinnuoye-Agbaje, Louis C.K., Bryan Cranston, David James Elliott, Elle Fanning, John Goodman, Diane Lane, Helen Mirren, Michael Stuhlbarg, Alan Tudyk                                                                                             |
| 2016 (23) | Hidden Figures ‡                                  | Mahershala Ali, Kevin Costner, Kirsten Dunst, Taraji P. Henson, Aldis Hodge, Janelle Monáe, Jim Parsons, Glen Powell, Octavia Spencer |
| 2016 (23) | Captain Fantastic                                 | Annalise Basso, Shree Crooks, Ann Dowd, Kathryn Hahn, Nicholas Hamilton, Samantha Isler, Frank Langella, George MacKay, Erin Moriarty, Viggo Mortensen, Missi Pyle, Charlie Shotwell, Steve Zahn                                                           |
| 2016 (23) | Fences ‡                                          | Jovan Adepo, Viola Davis, Stephen McKinley Henderson, Russell Hornsby, Saniyya Sidney, Denzel Washington, Mykelti Williamson |
| 2016 (23) | Manchester by the Sea ‡                           | Casey Affleck, Matthew Broderick, Kyle Chandler, Lucas Hedges, Gretchen Mol, Michelle Williams |
| 2016 (23) | Moonlight †                                       | Mahershala Ali, Naomie Harris, André Holland, Jharrel Jerome, Janelle Monáe, Trevante Rhodes, Ashton Sanders |
| 2017 (24) | Three Billboards Outside Ebbing, Missouri ‡       | Abbie Cornish, Peter Dinklage, Woody Harrelson, John Hawkes, Lucas Hedges, Željko Ivanek, Caleb Landry Jones, Frances McDormand, Clarke Peters, Sam Rockwell, Samara Weaving                                                                               |
| 2017 (24) | The Big Sick                                      | Adeel Akhtar, Holly Hunter, Zoe Kazan, Anupam Kher, Kumail Nanjiani, Ray Romano, Zenobia Shroff |
| 2017 (24) | Get Out ‡                                         | Caleb Landry Jones, Daniel Kaluuya, Catherine Keener, Stephen Root, Lakeith Stanfield, Bradley Whitford, Allison Williams |
| 2017 (24) | Lady Bird ‡                                       | Timothée Chalamet, Beanie Feldstein, Lucas Hedges, Tracy Letts, Stephen McKinley Henderson, Laurie Metcalf, Jordan Rodrigues, Saoirse Ronan, Odeya Rush, Marielle Scott, Lois Smith                                                                        |
| 2017 (24) | Mudbound                                          | Jonathan Banks, Mary J. Blige, Jason Clarke, Garrett Hedlund, Jason Mitchell, Rob Morgan, Carey Mulligan |